# Volo Aeroflot 8556
Il volo Aeroflot 8556 era un volo passeggeri nazionale di linea da Sukhumi a Leningrado. Si schiantò a 13 metri dalla pista durante l'avvicinamento uccidendo 13 passeggeri.

## L'incidente
Alle 12:45 ora di Mosca l'aereo iniziò la sua discesa da 10.100 metri (33.100 piedi). Durante la discesa il tempo peggiorò ed erano presenti una forte pioggia ed un cumulonembo, che però non è stato comunicato all'equipaggio. Alle 13:05 l'aereo era a circa 200 metri (660 piedi) quando la velocità di discesa venne aumentata a 7,5 m/s e l'aereo scivolò sotto il normale sentiero di discesa. In questo momento i controllori sono stati sostituiti in violazione alle normali procedure. I piloti notarono che erano al di sotto del sentiero di discesa, quindi aumentarono la potenza del motore per risalire. Tuttavia l'atterraggio continuò e la velocità di discesa raggiunse nuovamente i 7 m/s. Ad un'altitudine di 20 metri (66 piedi) l'equipaggio si rese conto del pericolo e cercò di smettere di scendere, ma l'aereo colpì il suolo a 13 metri dalla pista. Il carrello di atterraggio cedette e la fusoliera si ruppe in tre pezzi.

## Le cause
L’approccio è stato destabilizzato a causa di una serie di fattori. Le azioni dei piloti erano incoerenti e scoordinate e non c'è stata assistenza da parte del controllore di avvicinamento nelle fasi finali del volo. L'incidente avrebbe potuto essere evitato se i piloti avessero avviato una riattaccata una volta compreso che l'avvicinamento era instabile.